# Culex tritaeniorhynchus
Culex tritaeniorhynchus je vrsta komarca i glavni vektor arbovirusa japanskog encefalitisa. Rod ovih komaraca poreklom iz severne Azije i severoistočnih i podsaharskoh oblasti Afrike. Ženke komaraci, koje su snažno antropofilne, ubadaju i hrane se krvlju velikih životinja, uključujući i krupnu stoku i svinje. U nedostaku životinja hrane se i krvlju čoveka.

## Staništa i distribucija
Staništa Culex-a tritaeniorhinchus-a su prvenstveno u ruralnim područjima bogatim stokom, sa niskim rastinjem, slatkovodnim močvarama i navodnjavanim pirinčanim poljima, ali se ova vrsta može nastaniti i u bunarima, jezerima, jarcima, kao i u urbanim sredinama (u neposrednoj blizini ljudske populacije), u rezervoarima za skladištenje vode i u kućama.
Culex-a tritaeniorhinchus je izuzetno čest i široko rasprostranjena vrsta komaraca. Može se naći u svim oblastima sa srednjom temperaturom koja se kreće od + 8,2 do + 28,9 °C, čija nadmorska visina ne prelazi 838 m.
Prisustvo Culex-a tritaeniorhinchus-a na osnovu istraživanja s početka 21. veka, otkrivena su u sledečim zemljama: Angola, Bangladeš, Kambodža, Kamerun, Centralnoafrička Republika, Kina, Džibuti, Egipat, Etiopija, Gabon, Gambija, Gana, Grčka, Hong Kong, Indija , Indonezija, Iran, Irak, Izrael (i Pojas Gaze i Zapadna obala), Japan , Jordan, Kenija, Južna Koreja, Laos, Liban, Liberija, Madagaskar (uključuje Glorioso, Juan De Nova Is. I Mayotte), Malezija, Maldivi, Mauricijus, Mikronezija, Federalne države, Mozambik, Mijanmar (Burma), Nepal, Nigerija, Pakistan, Filipini, Rusija, Saudijska Arabija, Senegal, Singapur, Somalija, Šri Lanka, Sirija, Tajvan, Tanzanija, Tajland, Togo, Turska, Turkmenistan, Vijetnam.

## Značaj
Culex tritaeniorhynchus je najvažniji vektor ljudskih infekcija. Ovi komarci se uglavnom razmnožavaju u ruralnim područjima, posebno u poplavljenim pirinčanim poljima, i pretežno su egzofilni i zoofilni, preferirajući da se hrane krvlju svinja i ptica, a u manjoj meri i ljudskom krvlju. Domaće svinje i ptice, kao što su čaplje i druge ptice močvarice, najvažniji su domaćini koji pojačava virulentnos virusa. Međutim, najvažniji izvor ljudskih infekcija povezan je sa ciklusom prenosa komaraca i svinja. Infekcija kod ptica je obično neprimerena, ali se abortus javlja kod zaraženih trudnih krmača. Smatra se da su ljudi i konji krajnji domaćini.

## Literatura
- Kono, R.; Kim, K. H. (1969). „Comparative epidemiological features of Japanese encephalitis in the Republic of Korea, China (Taiwan) and Japan”. Bull World Health Organ. 40 (2): 263—277.
- Ree, H. I.; Chen, Y. K.; Chow, C. Y. (јун 1969). „Methods of sampling population of the Japanese encephalitis vector mosquitoes. A preliminary report”. Med J Malaya. 23 (4): 293—295. PMID 4310350.

## Spoljašnje veze
- Extra information, photograph, additional references (језик: енглески)